# Bahía Sanguineto
Bahía Sanguineto är en vik i Argentina.   Den ligger i provinsen Santa Cruz, i den södra delen av landet, 1 500 kilometer sydväst om huvudstaden Buenos Aires.
Omgivningarna runt Bahía Sanguineto är i huvudsak ett öppet busklandskap. Trakten runt Bahía Sanguineto är nära nog obefolkad, med mindre än två invånare per kvadratkilometer.